# Tempio di Hongluo
Tempio di Hongluo (紅螺寺T, 红螺寺S, Hóngluó-sìP) è uno dei templi buddhisti più grandi e più ampii fra quelli esistenti, ed è  situato nel nord di Pechino. È stato edificato durante la dinastia Tang (618-907 d.C.), anche se è stato ricostruito più volte in seguito, in particolare durante la dinastia Ming. Il tempio è situato alle pendici meridionali del Monte Hongluo, e copre una superficie di 7 ettari (17 acri).